# Gianfranco Martin
Gianfranco Martin (Génova, 15 de febrero de 1970) es un deportista italiano que compitió en esquí alpino.

## Trayectoria
Participó en dos Juegos Olímpicos de Invierno, en los años 1992 y 1994, obteniendo una medalla de plata en Albertville 1992, en la prueba combinada.
Se retiró de la competición en 1995. Posteriormente, se convirtió en instructor de esquí, especializándose en el esquí alpino para atletas con discapacidad. Fue el entrenador del equipo italiano en los Juegos Paralímpicos de Vancouver 2010. Trabajó como comentador deportivo para la cadena Sky Sport.
En 1992 recibió la Cruz de Bronce al Mérito del Ejército y en 2009 fue nombrado oficial de la Orden al Mérito de la República Italiana.

## Palmarés internacional
| Juegos Olímpicos | Juegos Olímpicos      | Juegos Olímpicos | Juegos Olímpicos |
| Año              | Lugar                 | Medalla          | Prueba           |
| ---------------- | --------------------- | ---------------- | ---------------- |
| 1992             | Albertville (Francia) | Medalla de plata | Combinada        |